# Kanthaswamy
Pour plus de détails, voir Fiche technique et Distribution.
Kanthaswamy ou Kandasaamy (tamoul : கந்தசாமி) est un film indien réalisé par Susi Ganesan, dont c'est le quatrième film. Vikram joue le rôle principal, avec entre autres Prabhu Ganesan, Shriya Saran, Krishna, Ashish Vidyarthi, Mukesh Tiwari et Vadivelu. La bande originale est composée par Devi Sri Prasad.
Le film est également sorti en Telugu sous le titre de Mallana.

## Synopsis
Kanthaswamy est non seulement inspecteur à la brigade financière de la police fédérale indienne, mais aussi un justicier qui, déguisé en coq, vole les riches malhonnêtes pour donner aux pauvres qui en font la demande au temple du dieu Murugan. Dans le cadre de ses fonctions, il arrête un homme d'affaires véreux qui feint la paralysie pour échapper aux poursuites. Sa fille, Subbulakshmi, révoltée par l'attitude inflexible de Kanthaswamy, entreprend de piéger le policier en le séduisant. Par ailleurs, l'inspecteur général Parandhaman mène une enquête interne, convaincu que le justicier est un membre de la police. 

## Fiche technique et artistique
- Titre : Kanthaswamy
- Titre original en tamoul : கந்தசாமி
- Réalisateur : Susi Ganesan
- Scénario : Susi Ganesan
- Musique : Devi Sri Prasad
- Parolier : Viveka
- Chorégraphie : Saravana Rajan
- Photographie : N.K. Ekambaram
- Montage : Praveen K.L., Srikanth N.B.
- Cascades et combats : Dusan Hyska
- Production : Kalaipuli S. Dhanu
- Budget : US$ 40 000 000
- Distribution : Kalaiphuli International
- Langue : tamoul
- Pays d'origine : Inde
- Date de sortie : 21 août 2009
- Format : long métrage couleur
- Genre : comédie
- Durée : 195 minutes

## Distribution
- Vikram : Kanthaswamy
- Shriya Saran : Subbulakshmi
- Prabhu Ganesan : Parandhaman
- Krishna : Krishna Rao
- Ashish Vidyarthi : Pallur Paramajyothi Ponnusamy, père de Subbulakshmi
- Mukesh Tiwari : Rajmohan
- Vadivelu : Thengakadai Thenappan

## Production
Le film est annoncé dans la presse début 2007 pour une sortie prévue en 2008. Mais le tournage est tout d'abord reporté du fait des engagements antérieurs des deux acteurs principaux, Vikram et Shriya Saran. Puis le film prend du retard en raison de la mort soudaine de Raghuvaran qui devait tenir un rôle important ; il est remplacé par Ashish Vidyarthi. Enfin, le réalisateur est blessé en cours de tournage. En juin, des photos sont prises et quelques scènes sont tournées afin de constituer une bande annonce de lancement qui est présentée lors de "l'inauguration" du film, en septembre. Pour cette occasion, des invitations sont lancées sous forme d'ordinateurs portables contenant un teaser de 8 minutes. Au prix unitaire de 15 000 roupies, cela en fait l'invitation la plus chère de l'histoire du cinéma indien.

## Bande originale
Albums de Devi Sri Prasad
Villu Kutty
Le film comporte sept chansons composées par Devi Sri Prasad, dont l'une constitue le thème musical du film. La bande originale est sortie le 17 mai 2009 sous le label Sony Music.
| Titre de la chanson                           | Chanteurs              | Durée (m:ss) | Description                                                                      |
| --------------------------------------------- | ---------------------- | ------------ | -------------------------------------------------------------------------------- |
| Excuse Me Mr. Kanthaswamy                     | Vikram, Suchitra Kumar | 05:46        | Vikram et Shriya Saran dans une querelle amoureuse.                              |
| India Ponnu Thango                            | Rita                   | 05:23        | Chanson introduisant Shriya avec des danseurs italiens devant l'Opéra de Sydney. |
| Miaow Miaow Poona                             | Vikram, Priya Hemesh   | 04:31        | Chanson sensuelle.                                                               |
| Anna Anni Nathanaru                           | Vikram, Viveka         | 04:08        |                                                                                  |
| Mambo Maamiya Kadhal                          | Vikram, Rita           | 04:36        | Tourné en Mexique avec des danseurs mexicains.                                   |
| Bambara Kannaalei Remix (En Peru Meenukumari) | Malathy                | 04:20        | Apparition de Mumaith Khan en guest-star                                         |
| Sollamal Solluvan Dsp Mix                     | Devi Sri Prasad        | 03:16        |                                                                                  |
| Kanthaswamy Theme                             | Vikram                 | 03:04        | Thème musical                                                                    |